# Bob ai XXII Giochi olimpici invernali
Le gare di bob ai XXII Giochi olimpici invernali di Soči  in Russia si sono svolte dal 16 al 23 febbraio 2014 sulla pista di Sanki nella località di Krasnaja Poljana a circa 60 km di distanza da Soči. Erano in programma tre competizioni: il bob a due uomini e quello donne ed il bob a quattro uomini.

## Calendario
| Uomini |  |  |  |  |  |  |  |  | 1ª e 2ª manche bob a 2 | 3ª e 4ª manche bob a 2 |                        |                        |  |  | 1ª e 2ª manche bob a 4 | 3ª e 4ª manche bob a 4 | 2 |
| Donne  |  |  |  |  |  |  |  |  |                        |                        | 1ª e 2ª manche bob a 2 | 3ª e 4ª manche bob a 2 |  |  |                        |                        | 1 |
| Totale |  |  |  |  |  |  |  |  |                        | 1                      |                        | 1                      |  |  |                        | 1                      | 3 |

## Podi

### Uomini
| Evento                   | Oro                                                                       | Tempo   | Argento                                                                      | Tempo   | Bronzo                                                                  | Tempo   |
| Bob a due (dettagli)     | Svizzera Beat Hefti Alex Baumann                                          | 3'46"05 | Stati Uniti Steven Holcomb Steven Langton                                    | 3'46"27 | Lettonia Oskars Melbārdis Daumants Dreiškens                            | 3'46"48 |
| Bob a quattro (dettagli) | Lettonia Oskars Melbārdis Arvis Vilkaste Daumants Dreiškens Jānis Strenga | 3'40"69 | Stati Uniti Steven Holcomb Steven Langton Curtis Tomasevicz Christopher Fogt | 3'40"99 | Gran Bretagna John James Jackson Bruce Tasker Stuart Benson Joel Fearon | 3'41"10 |

### Donne
| Evento               | Oro                                    | Tempo   | Argento                                  | Tempo   | Bronzo                              | Tempo   |
| Bob a due (dettagli) | Canada Kaillie Humphries Heather Moyse | 3'50"61 | Stati Uniti Elana Meyers Lauryn Williams | 3'50"71 | Stati Uniti Jamie Greubel Aja Evans | 3'51"61 |

## Medagliere
| Pos.   | Paese         |   |   |   | Totale |
| ------ | ------------- | - | - | - | ------ |
| 1      | Lettonia      | 1 | 0 | 1 | 2      |
| 2      | Canada        | 1 | 0 | 0 | 1      |
| 2      | Svizzera      | 1 | 0 | 0 | 1      |
| 4      | Stati Uniti   | 0 | 3 | 1 | 4      |
| 5      | Gran Bretagna | 0 | 0 | 1 | 1      |
| Totale | Totale        | 3 | 3 | 3 | 9      |